# بوبي ستار (ممثلة)
بوبي ستار هي ممثلة إباحية أمريكية سابقة  ولدت في سانتا كلارا،كاليفورنيا لعائلة من أصول أربيريشي ومجرية.

## الجوائز
كمؤدية فازت:
- 2009 بجائزة إكس روكو.[6]
- 2010 فازت ب 2 جائزة إيه في إن[7]
- 2010 فازت ب 3 ب جائزة إكس روكو.[8]
- 2012 فازت ب 3 جوائز إيه في إن من ضمنها أفضل مؤدية[9]

كمخرجة ومنتجة
- فازت بجائزتين إيه في إن في 2012 و2013.[9][10]